# Ronen Bergman

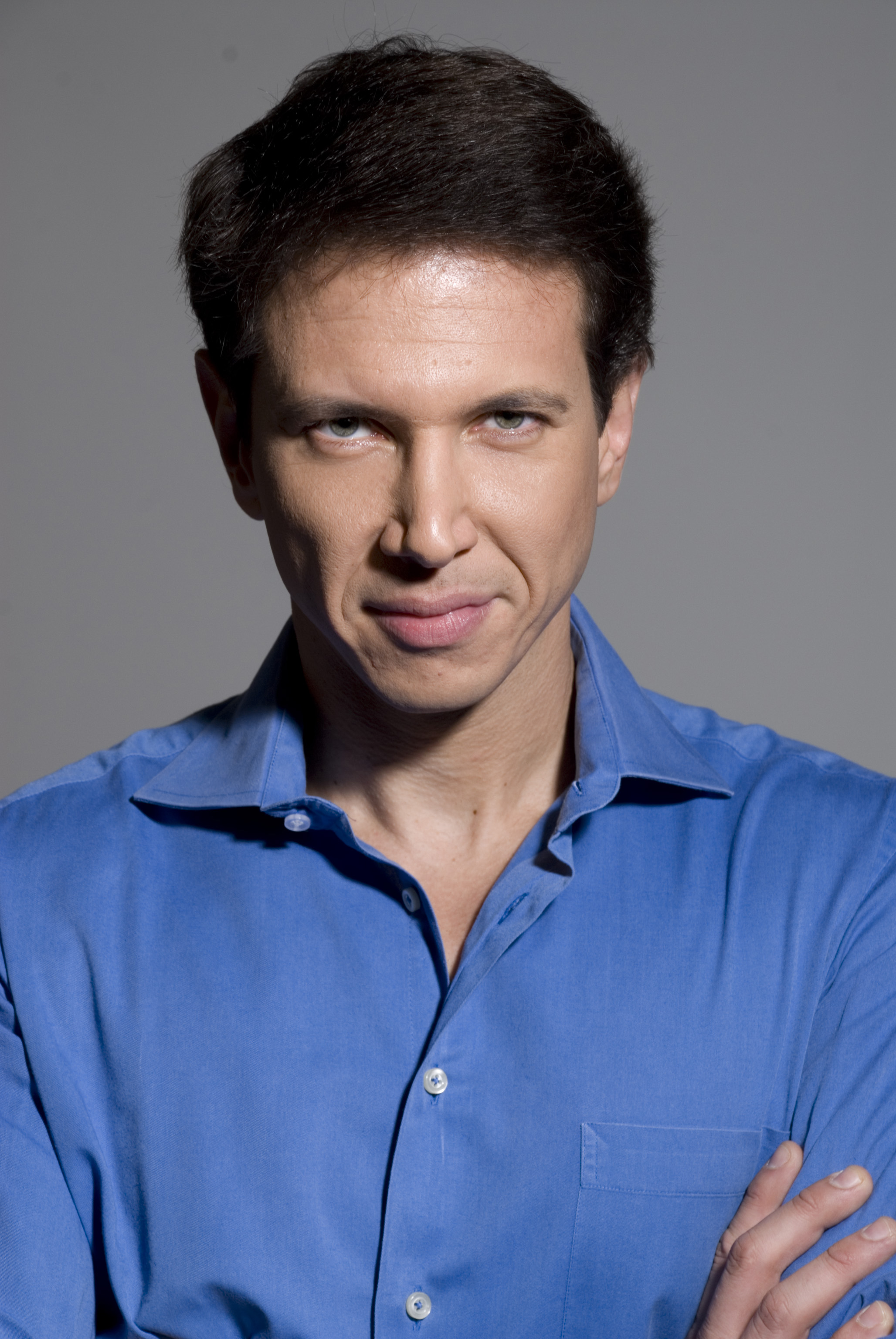
Ronen Bergman (2008)

Ronen Bergman (* 6. Juni 1972 in Israel) ist ein israelischer Investigativjournalist und Sicherheits- und Geheimdienstexperte.

## Leben
Bergman wuchs in dem Vorort Kirjat Bialik von Haifa auf. Seine Mutter war Holocaust-Überlebende aus Polen. Er leistete seinen Wehrdienst bei der Geheimdienstabteilung der Militärpolizei. Er studierte Jura an der Universität Haifa und erhielt eine Zulassung als Anwalt. Anschließend arbeitete er für die Generalstaatsanwaltschaft in Israel, bevor er Geschichte und internationale Beziehungen an der Universität Cambridge (Corpus Christi College) studierte, an der er mit einer Dissertation über den Mossad promovierte. Bergman war Journalist und Kolumnist bei der israelischen Tageszeitung Haaretz und ist bei Jedi’ot Acharonot Chefkorrespondent für Militär- und Geheimdienstthemen. Er ist auch Ko-Anchorman in einer israelischen Fernsehsendung.
Von ihm stammen eine Reihe von Büchern zum Beispiel über den Mossad (darunter Rise and Kill First/Der Schattenkrieg über gezielte Anschläge des Mossad zur Tötung von Gegnern, denen nach Bergman in 70 Jahren rund 3000 Personen zum Opfer fielen, neben den eigentlichen Zielpersonen auch Unbeteiligte) und den verdeckten Krieg gegen den Iran, über den Jom-Kippur-Krieg, vermisste israelische Soldaten und Kriegsgefangene, er schreibt aber auch über Korruptionsaffären in Israel und Palästina (wie Missbrauch von Steuergeldern zur persönlichen Bereicherung von Jassir Arafat). Bei seinen journalistischen Arbeiten zum Mossad stützt er sich häufig auf anonyme Geheimdienstquellen bzw. Ehemalige der Geheimdienste. Sein Buch Der Schattenkrieg erhielt 2018 wegen Verdachts des Geheimnisverrats keine Genehmigung für eine Veröffentlichung in Israel. Das Buch berichtet über geplante Attentatsversuche des Mossad an Arafat (wobei offen blieb, ob der Mossad etwas mit seinem Tod zu tun hatte, offiziell versprach Israel gegenüber den USA, von solchen Versuchen Abstand zu nehmen), berichtet darüber, dass Wadi Haddad langsam vom Mossad über seine Zahnpasta vergiftet wurde und dass der im Raketenprogramm der Ägypter maßgeblich involvierte deutsche Waffenhändler Heinz Krug 1962 vom Mossad entführt, getötet und seine Leiche über dem Mittelmeer abgeworfen wurde.
Er ist regelmäßig auf internationalen Foren über Sicherheitsfragen (wie der Münchner Sicherheitskonferenz) und Gast in Fernsehsendern wie BBC und Al Jazeera. Er schrieb auch für internationale Zeitschriften wie The New York Times, dem Wall Street Journal, Foreign Affairs, Newsweek, The Times, den Guardian, die Frankfurter Allgemeine Zeitung und die Süddeutsche Zeitung. Eine Frage von Bergman auf der Münchner Sicherheitskonferenz 2018 an den polnischen Premierminister zum polnischen Holocaustgesetz löste einen Eklat aus, nachdem dieser in der Antwort die Meinung vertrat, es hätte auch jüdische Täter während des Holocaust gegeben.
2017 gewann er den Sokolow-Preis für Journalismus der Stadt Tel Aviv-Jaffa. Hervorgehoben wurde dabei u. a. sein Interview mit Brigadegeneral Yitzhak Yaakov, Leiter der Waffenforschung der israelischen Armee, sein Interview mit dem Mossad-Chef Meir Dagan, Aufdeckung von Aufzeichnungen von Funkkommunikation während des Jom-Kippur-Kriegs, Skandale beim Nationalen Zentrum für Forensische Medizin (die in einigen Fällen wissentlich Gerichtsanordnungen missachteten und der Verteidigung wesentliche Informationen vorenthielten) und einen Skandal um einen Pockenimpfstoff.

## Schriften (Auswahl)
- The secret war with Iran. Simon and Schuster 2008
- Rise and Kill First: The Secret History of Israel's Targeted Assassinations. Penguin, Random House 2018
  - Deutsche Übersetzung: Der Schattenkrieg. Israel und die geheimen Tötungskommandos des Mossad, DVA 2018[4]